# 平托波利斯
平托波利斯是巴西米纳斯吉拉斯州的一个市镇。总面积1238.432平方公里，总人口7727人，人口密度6.2人/平方公里。